# Sessioni di registrazione di Charlie Parker pubblicate dalla Verve Records
Quello che segue è l'elenco in ordine cronologico delle registrazioni effettuate in varie date e luoghi con diversi ensemble dall'altosassofonista jazz Charlie Parker tra il 1946 e il 1954, pubblicate dalla Verve Records. La data finale della serie (10 dicembre 1954) corrisponde all'ultima in assoluto seduta di registrazione in studio da parte del musicista.
Fonte principale dei dati è il libretto interno del cofanetto Bird: The Complete Charlie Parker on Verve curato da Phil Schaap, noto disc jockey, produttore, storico e archivista statunitense.
- Premessa: nell'elenco delle varie tracce si è scelto di citare solo quelle eseguite e registrate integralmente, comprese le versioni alternative.

## Sessione 1

### Tracce
1. Sweet Georgia Brown
2. Blues For Norman
3. I Can't Get Started
4. Lady Be Good
5. After You've Gone

- Data d'incisione e luogo: lunedì 28 gennaio 1946 al Philharmonic Auditorium di Los Angeles (CA).

### Formazione
Jazz at the Philharmonic: Charlie Parker e Willie Smith (sassofoni contralti), Al Killian e Howard McGhee (tromba), Lester Young (sassofono tenore), Billy Hadnott (contrabbasso), Lee Young (batteria) e Arnold Ross (pianoforte); in Sweet Georgia Brown figurano Dizzy Gillespie (tromba) e Mel Powell (pianoforte)..

## Sessione 2

### Tracce
1. I Got Rhythm
2. JATP Blues

- Data e luogo: lunedì 22 aprile 1946 al Embassy Theatre di Los Angeles (CA).

### Formazione
Jazz at the Philharmonic: Charlie Parker e Willie Smith (sax alti), Buck Clayton (tromba), Coleman Hawkins e Lester Young (sassofono tenore), Ken Kersey (pianoforte), Billy Hadnott (contrabbasso) e Buddy Rich (batteria).

## Sessione 3

### Tracce
1. The Bird

- Data e luogo: dicembre 1947 (al massimo il 19 dicembre) alla Carnegie Hall di New York City (NY).

### Formazione
Charlie Parker Quartet: Charlie Parker (sax contralto), Hank Jones (pianoforte), Ray Brown (contrabbasso) e Shelly Manne (batteria).

## Sessione 4

### Tracce
1. Repetition

- Data e luogo: dicembre 1947 (al massimo il 19 dicembre) alla Carnegie Hall di New York City (NY).

### Formazione
Charlie Parker with Neal Hefti Orchestra: Charlie Parker, Murray Williams e Sonny Salad (sax alti); Al Porcino, Doug Mettome, Ray Wetzel (tromba); Bill Harris (trombone); Bart Varsalona (basso tuba); Vinnie Jacobs (corno francese); John LaPorta (clarinetto); Pete Mondello e Flip Phillips (sassofono tenore); Manny Albam (sassofono baritono); Gene Orloff (violino e primo violino) , Sam Caplan, Manny Fidler, Sid Harris, Harry Katzman e Zelly Smirnoff (violini); Nat Nathanson e Fred Ruzilla (viole); Joe Benaventi (violoncello)
Tony Aless (pianoforte), Curly Russell (contrabbasso); Shelly Manne (batteria); Diego Iborra (percussioni); Neal Hefti (direttore d'orchestra).

## Sessione 5

### Tracce
1. No Noise (parts 1-2)
2. No Noise (part 2)
3. Mango Mangue

- Data e luogo: lunedì 20 dicembre 1948 presso (probabilmente) i Mercury Studios di New York City (NY).

### Formazione
Charlie Parker solista e Machito And His Orchestra: Charlie Parker, Gene Johnson e Freddie Skerritt (sax alti); Mario Bauza, Frank "Paquito" Davilla e Bob Woodlen (trombe); Flip Phillips (assolo di sax tenore in No Noise (part 1)); Jose Madera (sax tenore); Leslie Johnakins (sax baritono); Rene Hernandez (pianoforte); Roberto Rodriguez (contrabbasso); Jose Manguel (bonghi); Luis Miranda (conga); Umbaldo Nieto (timbales); Frank "Machito" Grillo (maracas). 

## Sessione 6

### Tracce
1. Okiedoke

- Data e luogo: gennaio 1949 presso (probabilmente) i Mercury Studios di New York City (NY).

### Formazione
Charlie Parker solista e Machito And His Orchestra: Charlie Parker, Gene Johnson e Freddie Skerritt (sax alti); Mario Bauza, Frank "Paquito" Davilla e Bobby Woodlen (trombe); Jose Madera (sax tenore); Leslie Johnakins (sax baritono); Rene Hernandez (pianoforte); Roberto Rodriguez (contrabbasso); Jose Manguel (bonghi); Luis Miranda (conga); Umbaldo Nieto (timbales); Machito (maracas). 

## Sessione 7

### Tracce
1. Cardboard
2. Visa

- Data e luogo: fine febbraio - marzo 1949 presso uno studio nel centro di New York City (NY).

### Formazione
Charlie Parker And His Orchestra: Charlie Parker (sax contralto); Kenny Dorham (tromba); Tommy Turk (trombone); Al Haig (pianoforte); Tommy Potter (contrabbasso); Max Roach (batteria); Carlos Vidal (conga).

## Sessione 8

### Tracce
1. Segment (brano X)(a)
2. Diverse (brano X, versione alternativa)(a)
3. Passport (brano Y, versione rara)(b)
4. Passport (brano Z, versione diffusa)(b)

(a) Trattasi di due titoli diversi per lo stesso brano, equivoco nato dall'errata catalogazione delle due tracce.
(b) In questo caso si ha una situazione esattamente opposta alla precedente, dovuta però alla stessa causa: sono infatti due composizioni distinte; onde evitare ambiguità il curatore ha preferito indicare con la lettera Z il brano più noto con la denominazione in questione. 
- Data e luogo: giovedì 5 maggio 1949, presso (presumibilmente) i Mercury Studios di New York City (NY).

### Formazione
Charlie Parker And His Orchestra: Charlie Parker (sax contralto); Kenny Dorham (tromba); Al Haig (pianoforte); Tommy Potter (contrabbasso); Max Roach (batteria).

## Sessione 9

### Tracce
1. The Opener
2. Lester Leaps In
3. Embraceable You
4. The Closer
5. Ow
6. Flyin' Home
7. How High the Moon
8. Perdido

- Data e luogo: notte tra sabato 17 e domenica 18 settembre 1949 alla Carnegie Hall di New York City (NY).

### Formazione
Jazz at the Philharmonic: Charlie Parker (sax contralto); Roy Eldridge (tromba); Tommy Turk (trombone); Lester Young e Flip Phillips (sax tenore); Hank Jones (pianoforte); Ray Brown (contrabbasso); Buddy Rich (batteria); Ella Fitzgerald (cantante in Flyin' Home, How High the Moon e Perdido ) ; Norman Granz (presentatore).

## Sessione 10

### Tracce
1. Just Friends
2. Everything Happens to Me
3. April in Paris
4. Summertime
5. I Didn't Know What Time It Was
6. If I Should Lose You

- Data e luogo: mercoledì 30 novembre 1949 presso i Mercury Studios di New York City (NY).

### Formazione
Charlie Parker With Strings: Charlie Parker (sax contralto); Mitch Miller (oboe e verosimilmente anche corno inglese); Bronisław Gimpel, Max Hollander e Milt Lomask (violini); Frank Brieff (viola); Frank Miller (violoncello); Myor Rosen (arpa); Stan Freeman (pianoforte); Ray Brown (contrabbasso); Buddy Rich (batteria); Jimmy Carroll (arrangiatore e direttore d'orchestra).

## Sessione 11

### Tracce
1. Star Eyes
2. Blues (Fast)
3. I'm in the Mood for Love

- Data e luogo: tra fine marzo e inizio aprile 1950, studio di registrazione di New York City (NY).

### Formazione
Charlie Parker Quartet: Charlie Parker (sax contralto), Hank Jones (pianoforte), Ray Brown (contrabbasso) e Buddy Rich (batteria).

## Sessione 12

### Tracce
1. Bloomdido
2. An Oscar for Treadwell (2 take)
3. Mohawk (2 take)
4. My Melancholy Baby (2 take)
5. Leap Frog (4 take)
6. Relaxing with Lee (2 take)

- Data e luogo: martedì 6 giugno 1950, verosimilmente al Mercury Studio di New York City (NY).

### Formazione
Charlie Parker And His Orchestra: Charlie Parker (sax contralto), Dizzy Gillespie (tromba), Thelonious Monk (pianoforte), Curly Russell (contrabbasso), Buddy Rich (batteria).

## Sessione 13

### Tracce
1. Dancing in the Dark
2. Out of Nowhere
3. Laura (2 take)
4. East of the Sun
5. They Can't Take That Away from Me
6. Easy to Love
7. I'm in the Mood for Love (2 take)
8. I'll Remember April (2 take)

- Data e luogo: fine estate 1950, probabilmente in due diversi studi d'incisione a New York City (NY).

### Formazione
Charlie Parker With Strings: Charlie Parker (sax contralto); Joseph Singer (corno francese); Eddie Brown (oboe); Sam Caplan (primo violino); Howard Kay, Harry Melnikoff, Sam Rand e Zelly Smirnoff (violini); Isadore Zir (viola); Maurice Brown (violoncello); Verley Mills (arpa); Bernie Leighton (pianoforte); Ray Brown (contrabbasso); Buddy Rich (batteria); Joe Lipman (arrangiatore e direttore d'orchestra; campane tubolari e xilofono in Dancing In The Dark).

## Sessione 14

### Tracce
1. What is This Thing Called Love
2. April in Paris
3. Repetition
4. Easy to Love
5. Rocker

- Data e luogo: Jazz at the Philharmonic, notte tra sabato 16 e domenica 17 settembre 1950 alla Carnegie Hall di New York City (NY).

### Formazione
Charlie Parker With Strings: Charlie Parker (sax contralto); Tommy Mace (oboe); Ted Blume, Sam Caplan e Stan Karpenia (violini); Dave Uchitel (viola); ignoto (violoncello); Wallace McManus (arpa); Al Haig (pianoforte); Tommy Potter (contrabbasso); Roy Haynes (batteria).

## Sessione 15

### Tracce
1. Celebrity
2. Ballade

- Data e luogo: intorno all'autunno 1950, probabilmente al Gjon Mili Studio di New York City (NY).

### Formazione
Jazz at the Philharmonic: Charlie Parker (sax contralto); Hank Jones (pianoforte); Ray Brown (contrabbasso); Buddy Rich (batteria); Coleman Hawkins (sax tenore) in Ballade.

## Sessione 16

### Tracce
1. Afro-Cuban Jazz Suite

- Data e luogo: giovedì 21 dicembre 1950, studio di registrazione ignoto di New York City (NY).

### Formazione
Machito And His Orchestra: Charlie Parker, Gene Johnson e Freddie Skerritt (sax alti); Mario Bauza, Paquito Davilla, Sweets Edison, Al Stewart e Bobby Woodlen (trombe); Jose Madera, Flip Phillips e Sol Rabinowitz (sax tenori); Leslie Johnakins (sax baritono); Rene Hernandez (pianoforte); Roberto Rodriguez (contrabbasso); Buddy Rich (batteria); Jose Manguel (bonghi); Rafael Miranda e Chino Pozo (conga); Umbaldo Nieto (timbales); Machito (maracas); Chico O'Farrill (arrangiatore e direttore d'orchestra). Come minimo un ottone raddoppia il clarinetto.

## Sessione 17

### Tracce
1. Au Privave (2 take)
2. She Rote (2 take)
3. K.C. Blues
4. Star Eyes

- Data e luogo: mercoledì 17 gennaio 1951, studio di registrazione sconosciuto di New York City (NY).

### Formazione
Charlie Parker And His Orchestra: Charlie Parker (sax contralto); Miles Davis (tromba); Walter Bishop, Jr. (pianoforte); Teddy Kotick (contrabbasso); Max Roach (batteria).

## Sessione 18

### Tracce
1. My Little Suede Shoes
2. Un Poquito de tu Amor
3. Tico Tico
4. Fiesta
5. Why Do I Love You? (3 take)

- Data e luogo: lunedì 12 marzo 1951, verosimilmente presso i Mercury Studios di New York City (NY).

### Formazione
Charlie Parker's Jazzers (1): Charlie Parker (sax contralto); Walter Bishop Jr. (pianoforte); Teddy Kotick (contrabbasso); Roy Haynes (batteria); Jose Manguel (bonghi); Luis Miranda (conga).
(1) La rivista DownBeat cita il gruppo come Charlie Parker's Boppers, nel suo numero pubblicato il 20 aprile 1951.

## Sessione 19

### Tracce
1. Blues for Alice
2. Si Si
3. Swedish Schnapps (2 take)
4. Back Home Blues (2 take)
5. Lover Man

- Data e luogo: mercoledì 8 agosto 1951, presumibilmente agli RCA Studios della 24ª Strada a New York City (NY).

### Formazione
Charlie Parker And His Orchestra: Charlie Parker (sax contralto); Red Rodney (tromba); John Lewis (pianoforte); Ray Brown (contrabbasso); Kenny Clarke (batteria).

## Sessione 20

### Tracce
1. Temptation
2. Lover
3. Autumn in New York
4. Stella by Starlight

- Data e luogo: 22 o 23 gennaio 1952, allo Studio @ situato tra la First Avenue e la 44ª Strada Est di New York City (NY).

### Formazione
Charlie Parker With Strings: Charlie Parker, Murray Williams e Toots Mondello (sax alti); Al Porcino, Chris Griffin e Bernie Privin (trombe); Will Bradley e Bill Harris (tromboni); Hank Ross (sax tenore); Stanley Webb (sax baritono); Artie Drelinger (ottoni); probabile sconosciuto (ottoni); ignoto (oboe); presumibilmente Sam Caplan (primo violino); verosimilmente Sylvan Zayde e Jack Zayde e cinque ignoti (violini); due sconosciuti (viole); due ignoti (violoncelli); Verley Mills (arpa); Lou Stein (pianoforte); Art Ryerson (chitarra); Bob Haggert (contrabbasso); Don Lamond (batteria); Joe Lipman (arrangiatore e direttore d'orchestra).

## Sessione 21

### Tracce
1. Mama Inez
2. La Cucaracha (2 take)
3. Estrellita (2 take)
4. Begin the Beguine
5. La Paloma

- Data e luogo: mercoledì 23 gennaio 1952, studio di registrazione sconosciuto di New York City (NY).

### Formazione
Charlie Parker Quintet (1): Charlie Parker (sax contralto); Benny Harris (tromba, tranne che in Begin the Beguine); Walter Bishop Jr. (pianoforte); Teddy Kotick (contrabbasso); Max Roach (batteria); Jose Manguel (bonghi); Luis Miranda (conga).
(1) Nonostante questa sia la denominazione ufficiale trattasi evidentemente di un settetto, che in Begin the Beguine si riduce a sestetto.

## Sessione 22

### Tracce
1. Night and Day
2. Almost Like Being in Love
3. I Can't Get Started
4. What is This Thing Called Love

- Data e luogo: martedì 25 marzo 1952, studio di registrazione First Ave@, 44ª Strada Est a New York City (NY).

### Formazione
Charlie Parker And His Orchestra: Charlie Parker, Murray Williams e Harry Terrill (sax alti); Al Porcino, Jimmy Maxwell, Carl Poole e Bernie Privin (trombe); Bill Harris, Lou McGarity e Bart Varsalona (tromboni); Flip Phillips e Hank Ross (sax tenori); Danny Bank (sax baritono); Oscar Peterson (pianoforte); Freddie Green (chitarra); Ray Brown (contrabbasso); Don Lamond (batteria); Joe Lipman (arrangiatore e direttore d'orchestra).

## Sessione 23

### Tracce
1. Jam Blues
2. What is This Thing Called Love
3. Ballad Medley (All the Things You Are, Dearly Beloved, The Nearness of You, I'll Get By, Everything Happens to Me ,The Man I Love, What's New, Someone to Watch over Me, Isn't it Romantic)
4. Funky Blues

- Data e luogo: prima metà del giugno 1952 agli studi Radio Recorders situati al n.7000 del Santa Monica Boulevard a Hollywood (CA).

### Formazione
Jam session per Norman Granz: Charlie Parker, Benny Carter e Johnny Hodges (sax alti); Charlie Shavers (tromba); Ben Webster  e Flip Phillips (sax tenori); Oscar Peterson (pianoforte); Barney Kessel (chitarra); Ray Brown (contrabbasso); J.C. Heard (batteria).

## Sessione 24

### Tracce
1. The Song is You
2. Laird Baird
3. Kim  (2 take)
4. Cosmic Rays (2 take)

- Data e luogo: tra la fine di dicembre 1952 e il gennaio 1953, presso uno studio di registrazione ignoto di New York City (NY).

### Formazione
Charlie Parker Quartet: Charlie Parker (sax contralto), Hank Jones (pianoforte); Teddy Kotick (contrabbasso); Max Roach (batteria).

## Sessione 25

### Tracce
1. In the Still of the Night (4 take)
2. Old Folks (4 take)
3. If I Love Again

- Data e luogo: lunedì 25 maggio 1953, allo studio Fulton Recording di New York City (NY).

### Formazione
Charlie Parker And His Orchestra: Charlie Parker (sax contralto); Junior Collins (corno francese); Hal McKusick (clarinetto); Tommy Mace (oboe); Manny Thaler (fagotto); Tony Aless (pianoforte); Charles Mingus (contrabbasso); Max Roach (batteria); Dave Lambert Singers (composto da Dave Lambert e un certo Jerry come canto tenori, Jerry Parker al baritono, Butch Birdsall al basso, Annie Ross e come minimo un'altra cantante (coro); Dave Lambert (arrangiatore); Gil Evans (arrangiamento degli strumenti e direttore d'orchestra).

## Sessione 26

### Tracce
1. Chi-Chi (4 take)
2. I Remember You
3. Now's the Time
4. Confirmation

- Data e luogo: giovedì 30 luglio 1953 allo studio Fulton Recording di New York City (NY).

### Formazione
Charlie Parker Quartet: Charlie Parker (sax contralto); Al Haig (pianoforte); Percy Heath (contrabbasso); Max Roach (batteria).

## Sessione 27

### Tracce
1. I Get a Kick Out of You (2 take)
2. Just One of Those Things
3. My Heart Belongs to Daddy
4. I've Got You Under My Skin

- Data e luogo: mercoledì 31 marzo 1954, allo studio Fine Recording situato al n.711 della Fifth Avenue di New York City (NY).

### Formazione
Charlie Parker Quintet: Charlie Parker (sax contralto); Walter Bishop Jr. (pianoforte); Jerome Darr (chitarra); Teddy Kotick (contrabbasso); Roy Haynes (batteria).

## Sessione 28

### Tracce
1. Love for Sale (3 take)
2. I Love Paris (2 take)

- Data e luogo: venerdì 10 dicembre 1954, allo studio Fine Recording situato al n.711 della Fifth Avenue di New York City (NY).

### Formazione
Charlie Parker Quintet: Charlie Parker (sax contralto); Walter Bishop Jr. (pianoforte); Billy Bauer (chitarra); Teddy Kotick (contrabbasso); Arthur Taylor (batteria).